# Heikampen
Heikampen är en bergstopp i Antarktis. Den ligger i Östantarktis. Norge gör anspråk på området. Toppen på Heikampen är 2 675 meter över havet, eller 391 meter över den omgivande terrängen. Bredden vid basen är 4,5 km.
Terrängen runt Heikampen är kuperad åt nordväst, men åt sydost är den platt. Trakten är obefolkad. Det finns inga samhällen i närheten. 